# HD 190984 b
HD 190984 b (بالإنجليزية: HD 190984 b)‏ الذي يرمز له بالرمز HD 190984b، هو كوكب خارج المجموعة الشمسية، في كوكبة الطاووس، يتبع HD 190984 ‏.

## الاكتشاف
اكتشف في 19 أكتوبر 2009.